# Zivatar

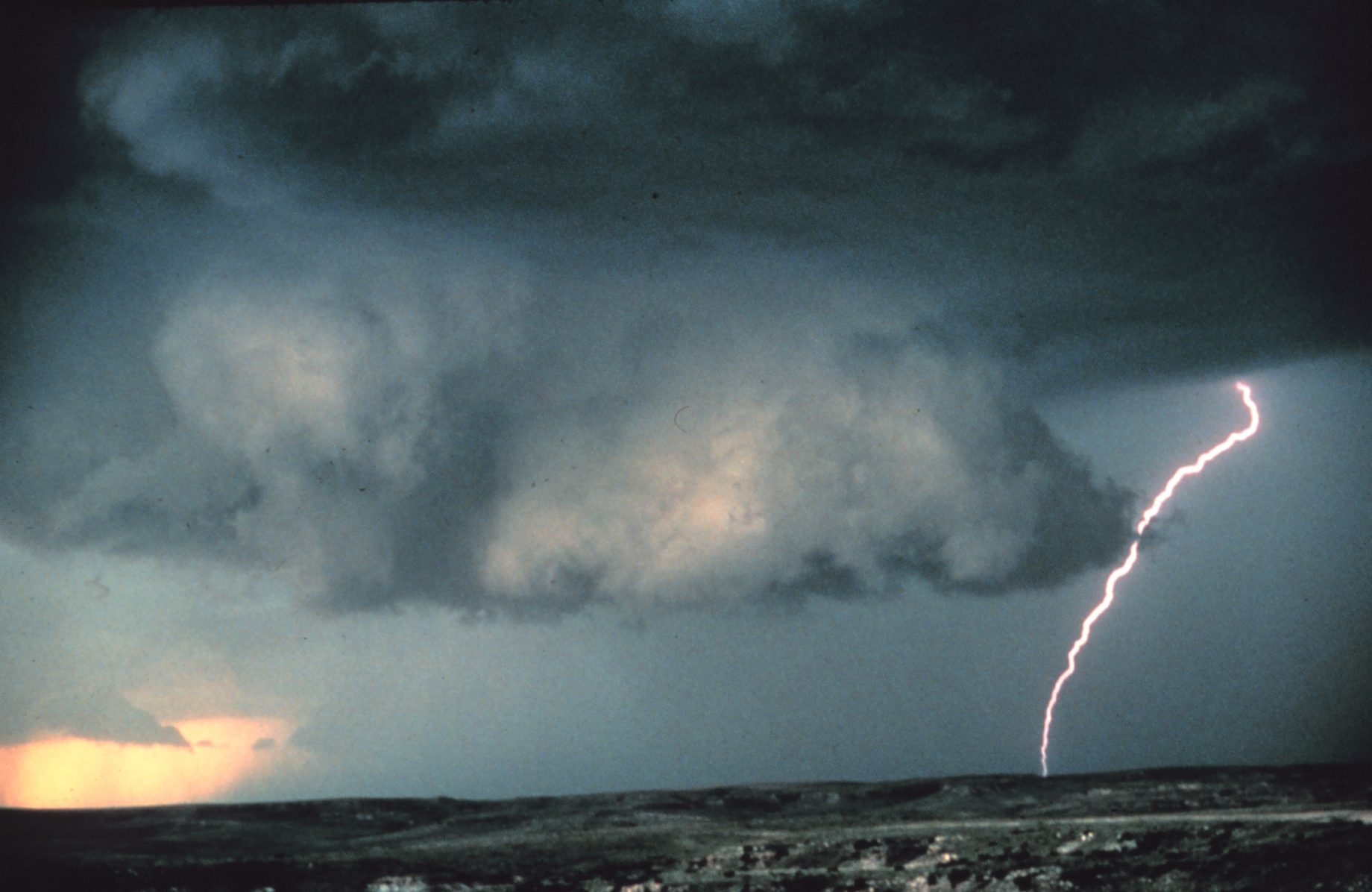
Falfelhő és villám

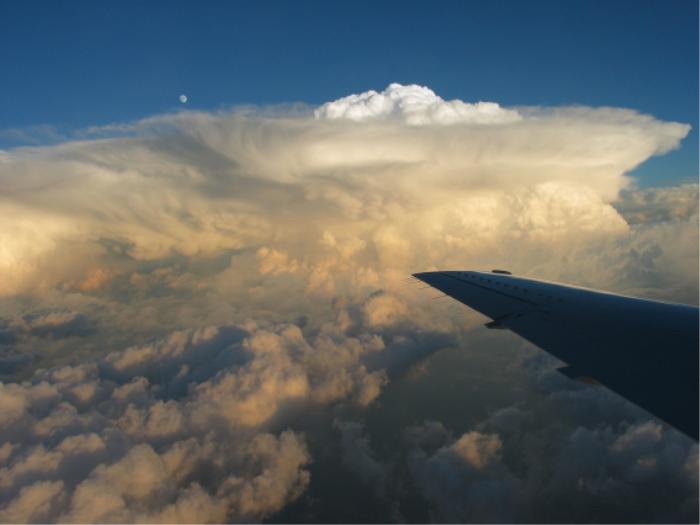
Túlfutás (cap overshoot) szupercellás zivatarfelhő felett, repülőgépről fényképezve

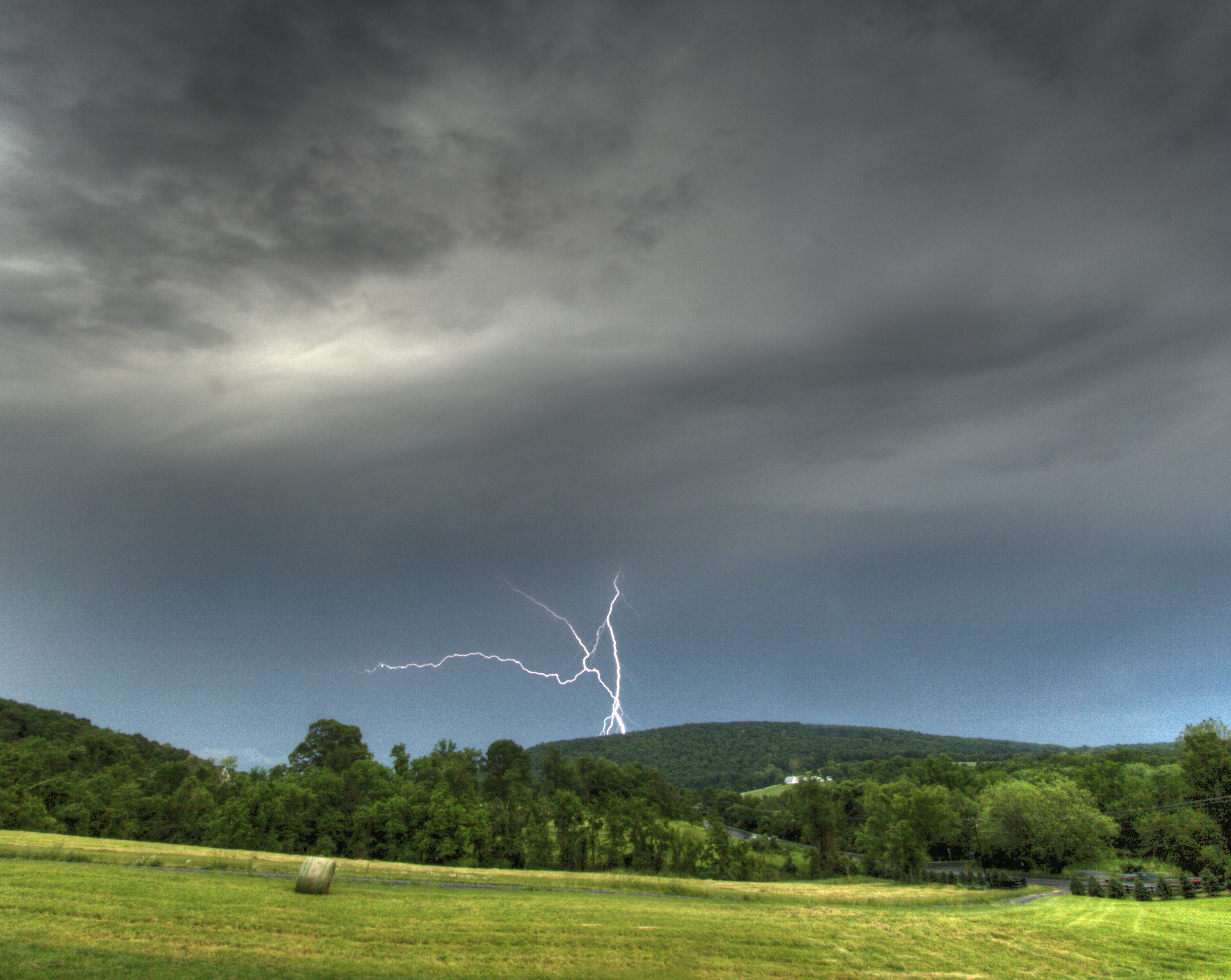
Villám

A zivatar a légköri instabilitás szélsőséges megnyilvánulása, amely erős emelő mozgásokkal kapcsolatos, és elektromos kisülések kísérik.

## A zivatar kialakulása
A zivatar általában a meleg időszakban (március 1.–október 31.) alakul ki, amikor a hőmérséklet nagysága és a napsugárzás miatt elég energia (angolul CAPE, Convective Available Potential Energy, azaz Elérhető Konvektív Potenciális Energia) szabadul fel, és ennek a feláramlásnak (ami gyakran nagyon heves is lehet) köszönhetően létrejön a zivatarfelhő (cumulonimbus, cb). Ezt a folyamatot nevezzük konvekciónak. A zivatarok, különösen, amikor egy forró, meleg periódust egy markáns hidegfront szakít meg, zivatarláncokba rendeződhetnek. Az ilyen láncokban kialakulhatnak fejlett zivatarfelhők is, amelyeket szupercellának nevezünk.

## A zivatarok kísérőjelenségei
A zivatart legtöbbször az (intenzív) villámtevékenységéről (a villám lehet lecsapó vagy felhő–felhő), a hangos mennydörgésekről, a (heves) csapadékhullásról (gyakran felhőszakadás és jégeső), a viharos szélről (az első szélrohamok összességét kifutószélnek nevezzük), a felhő formájáról (az esetek 90%-ában cumulonimbus arcus, vagy falfelhő, ami különösen az éjszakai zivataroknál szép, mert a villámok megvilágítják), vagy a felhő színéről (legtöbbször sötét, mely lehet mélykék, fekete, de akár zöld is) lehet felismerni. A szupercellákat, különösen az Egyesült Államok középső államaiban, (a „tornádó-folyosóban”), bár Magyarországon is volt már rá példa, tornádók is kísérhetik. Jellemzően a nyári időszakban alakulnak ki felhőtölcsérek, úgynevezett tubák is, melyek tulajdonképpen a földet nem érintő forgószelek.

## A zivatarok fajtái
A zivatarokat két csoportba oszthatjuk. Az egyiket, amit „nedves” zivatarnak hívunk, kíséri csapadék. Ezek lehetnek kicsik, de gyakran hevesek, sőt intenzívek is. A másikat pedig, amit csak légelektromos tevékenység, illetve átmeneti szélerősödés kísér, száraz zivatarnak hívjuk. Télen előfordulhatnak hózivatarok is, melyeknél a hózáport kíséri villámlás és dörgés.
A záporok legtöbbször a nyár folyamán mindenféle előjel nélkül alakulnak ki (tornyos cumulonimbusokból). Jellemzőjük a gyorsaságuk (1 óra alatt).
A másik csoport tagjai az úgynevezett frontzivatarok, melyek markáns hidegfrontok közeledtével (és betörésükkor), a nagy hőmérséklet-különbség következtében alakulnak ki, jellegzetesek, és legtöbbször zivatarláncba rendeződnek.